# 人造花

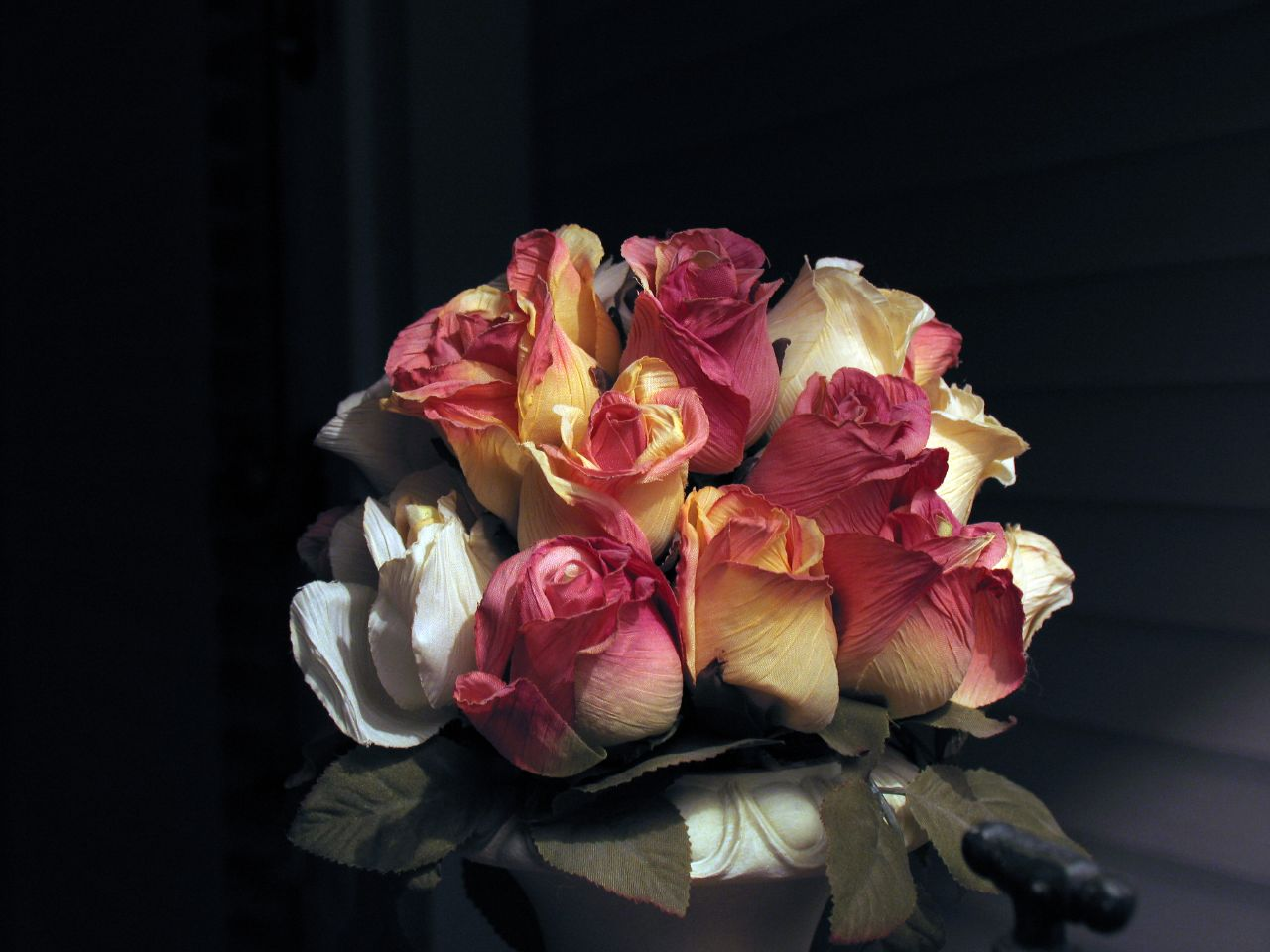
塑料人造花

人造花，又叫做假花，是模拟自然花朵的人工制品，由紙、塑料、布、玻璃或金屬等材料制造。通常用于商业或住宅裝飾，有时也作科学用途，例如哈佛大学的玻璃花，用于展示美国的植物相。